# Southampton (Massachusetts)
Southampton es un pueblo ubicado en el condado de Hampshire en el estado estadounidense de Massachusetts. En el Censo de 2010 tenía una población de 5.792 habitantes y una densidad poblacional de 77,24 personas por km².

## Geografía
Southampton se encuentra ubicado en las coordenadas 42°13′37″N 72°44′30″O / 42.22694, -72.74167. Según la Oficina del Censo de los Estados Unidos, Southampton tiene una superficie total de 74.99 km², de la cual 72.91 km² corresponden a tierra firme y (2.77%) 2.08 km² es agua.

## Demografía
Según el censo de 2010, había 5.792 personas residiendo en Southampton. La densidad de población era de 77,24 hab./km². De los 5.792 habitantes, Southampton estaba compuesto por el 97.34% blancos, el 0.38% eran afroamericanos, el 0.09% eran amerindios, el 0.57% eran asiáticos, el 0% eran isleños del Pacífico, el 0.43% eran de otras razas y el 1.19% pertenecían a dos o más razas. Del total de la población el 1.47% eran hispanos o latinos de cualquier raza.